# Maisan (Südkorea)
Der Berg Maisan (kor. 마이산, Maisan) befindet sich im Maisan Provinzpark, Landkreis Jinan, Provinz Jeollabuk-do.
Der Name Maisan bedeutet wörtlich „Pferdeohrenberg“, da die beiden Gipfel des Berges den Ohren eines Pferdes ähneln. Einheimische bezeichnen den höheren Gipfel (686 m) als Ehefrau und den niedrigeren Gipfel (667 m) als Ehemann.
Am Fuße des Berges liegt der bekannte Tempel Tapsa. Weitere Tempel im Maisan Provinzpark sind der Eunsusa und der Geumdangsa.